# おぢや風船一揆

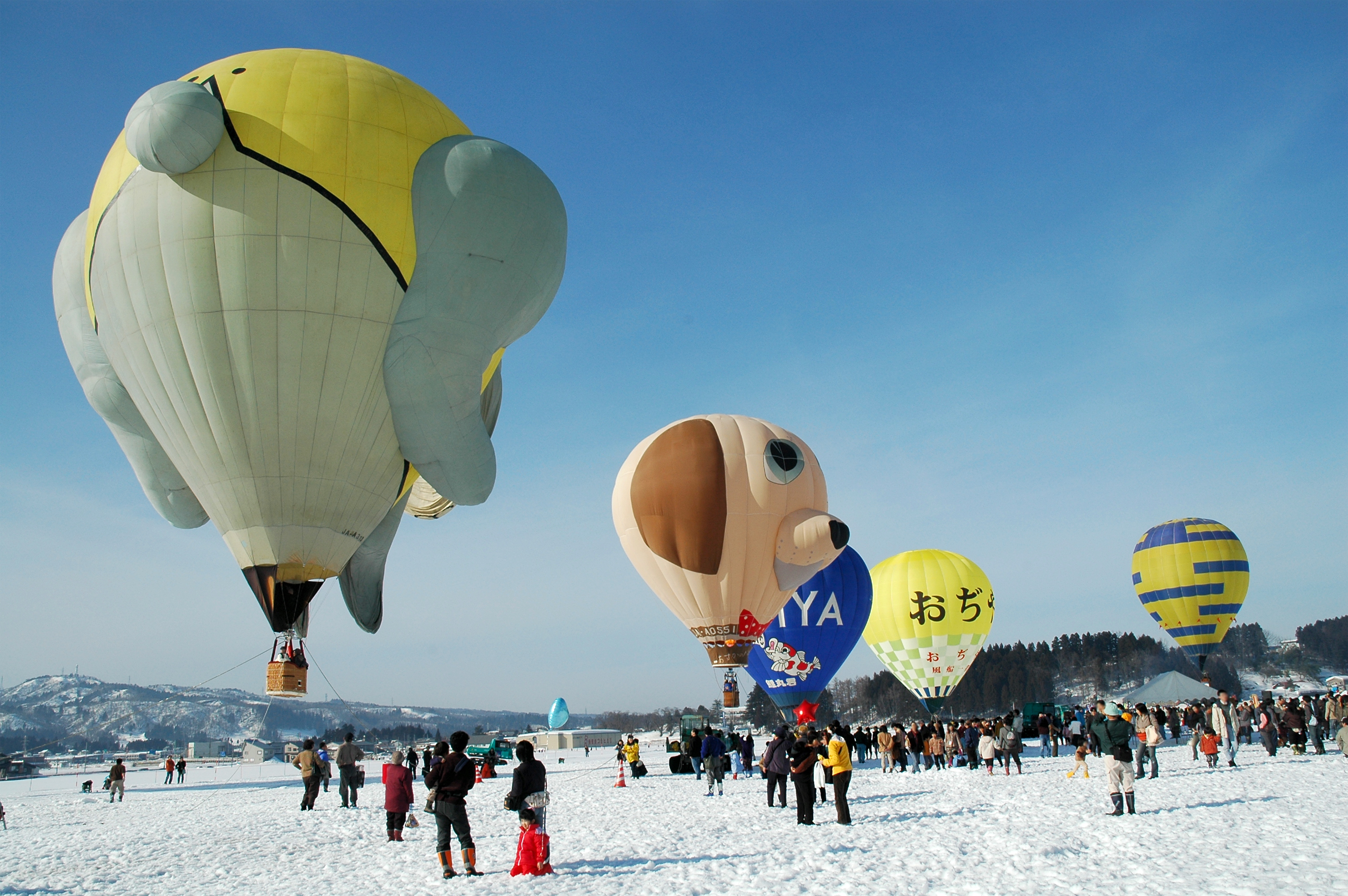
おぢや風船一揆

おぢや風船一揆（おぢやふうせんいっき）は新潟県小千谷市で行われる熱気球と花火によるイベント。毎年2月下旬（2日間）に開催される。

## 概要

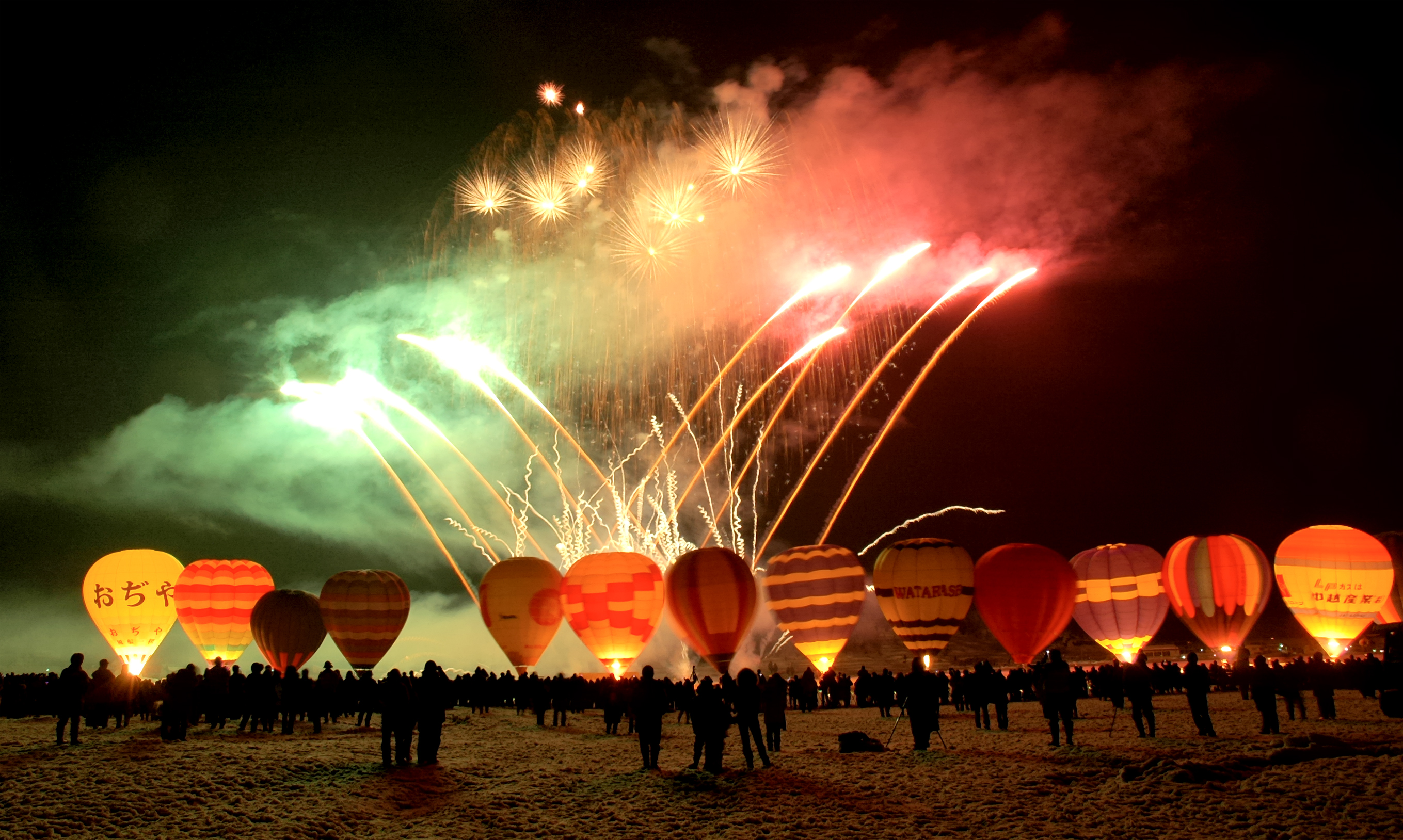
グローバルーンフェスティバル

国内40機ほどの気球が一堂に会した「日本海カップ・クロスカントリー選手権」（熱気球競技大会）が行われる。また、初日の夜には会場の雪割灯に火が灯り、バーナーの火によりライトアップされた気球の上空に花火が打ち上げられる幻想的なイベント「グローバルーンフェスティバル」が特色。
熱気球、パラセーリング・スノートレインの試乗体験など参加型イベントも行われる。（2006年に再開された際には、仮設住宅への入居者を対象として、一般の試乗体験イベントとは別に熱気球の試乗体験を開催。）
積雪が少ない又は悪天候の際には、中止されることがある。

## 歴史
おぢや風船一揆は、1977年（昭和52年）に「第1回風船一揆」として参加総数7機でスタートした。1982年（昭和57年）から「風船一揆」の名称から「おぢや雪原まつり」と変わったが、1994年（平成6年）に「グローバルーンフェスティバル」が盛り込まれるなど内容も充実すると共に現在の「おぢや風船一揆」となった。年によっては気象条件による中止や若干の参加数増減などもあったが、徐々に規模を膨らませていく。
2004年（平成16年）に起こった新潟県中越地震の震災により2005年は公式のイベントは中止となったが、有志の呼びかけにより「2005風船一揆復興の陣」という形で約20機の気球が揚げられた。公式のイベントはその翌年の2006年から再開、その時のサブタイトルは「雪原に復興の夢乗せて」として復興に向けたものであった。

## 会場

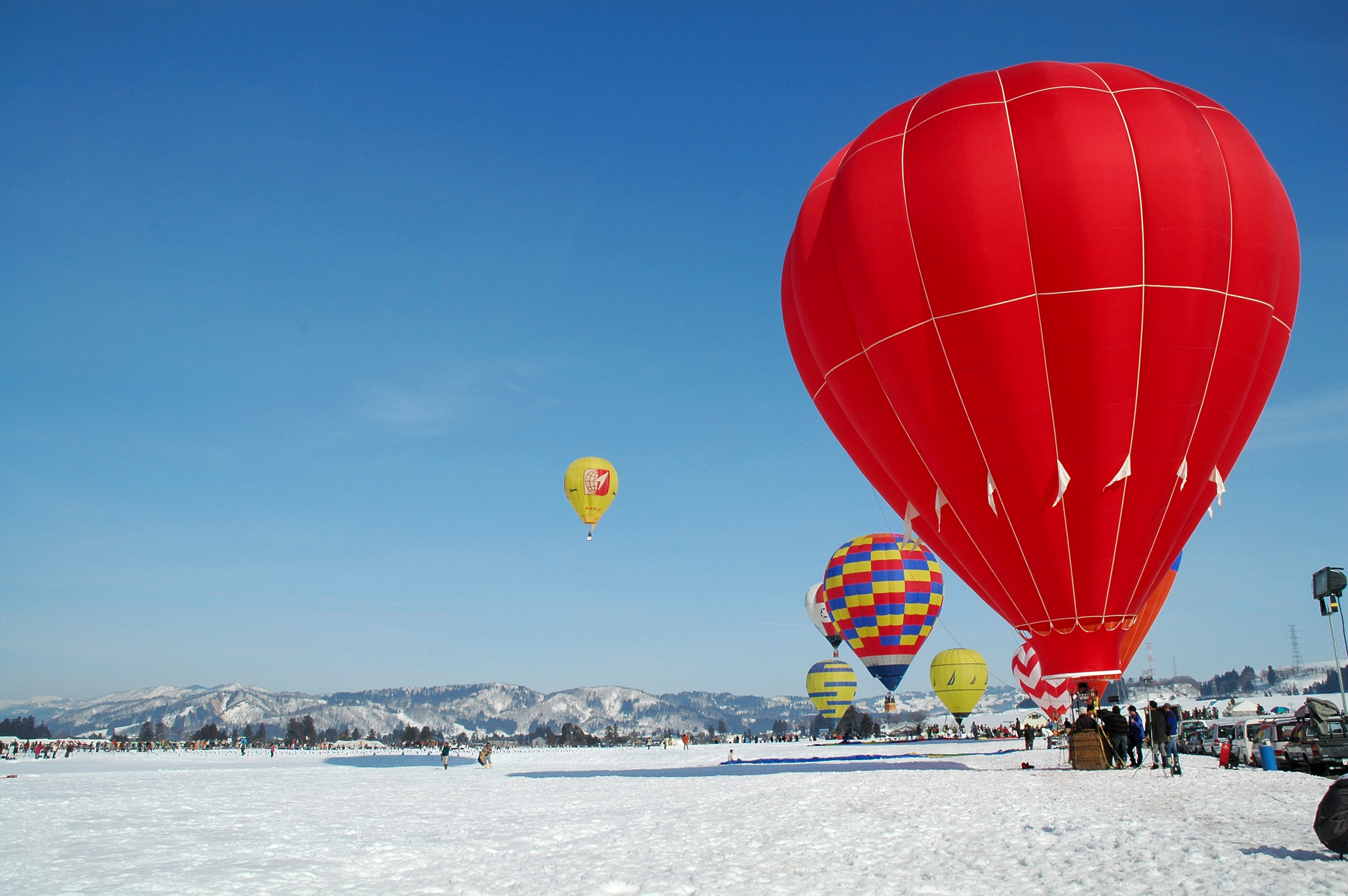
会場は一面の雪原

会場は小千谷市中心部からおよそ2~3キロメール離れた西中地区の水田上で行われる。おぢや風船一揆の開催時は冬で会場は雪に覆われており、また会場周辺はほぼ水田と道路のため、会場の周囲は障害物のない一面の雪原となる。

## アクセス

### 鉄道
- JR東日本上越線 - 小千谷駅

会場までのシャトルバスが、小千谷駅から運行される。（市内中心部でも運行）

### 道路
- 国道117号（会場隣接道）
- 最寄りのインターチェンジ
  - 関越自動車道：小千谷IC。

## 開催風景

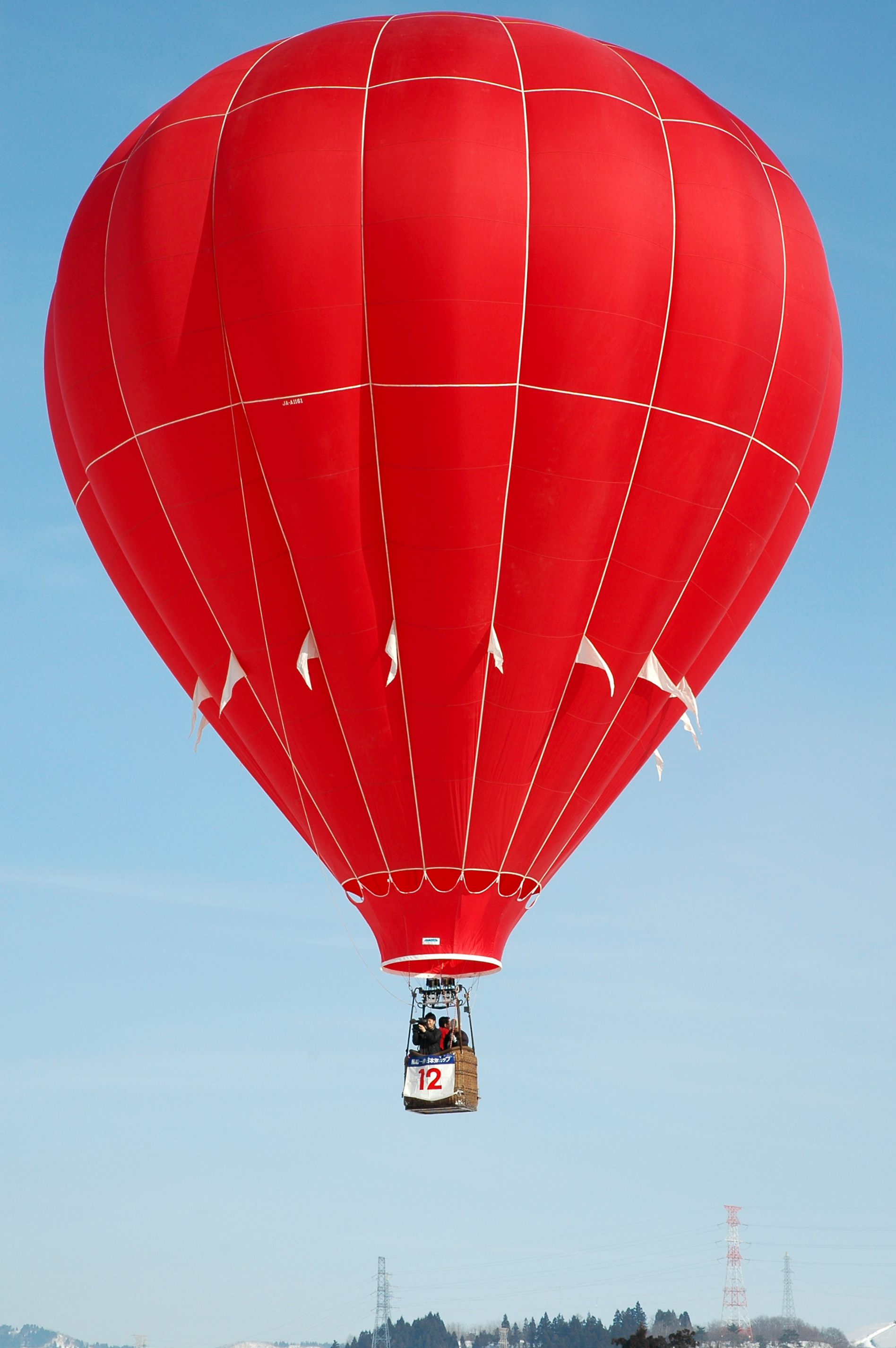
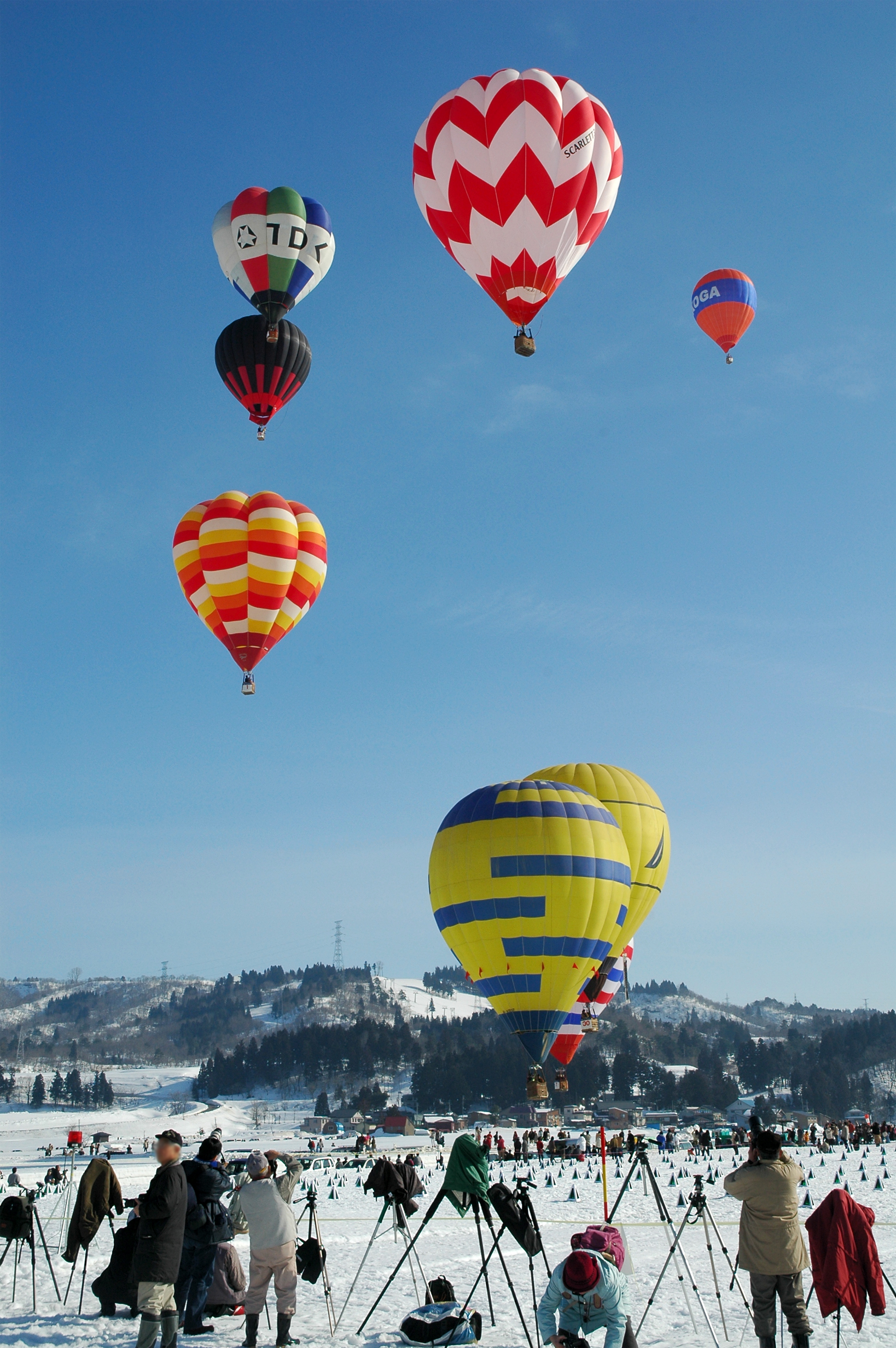
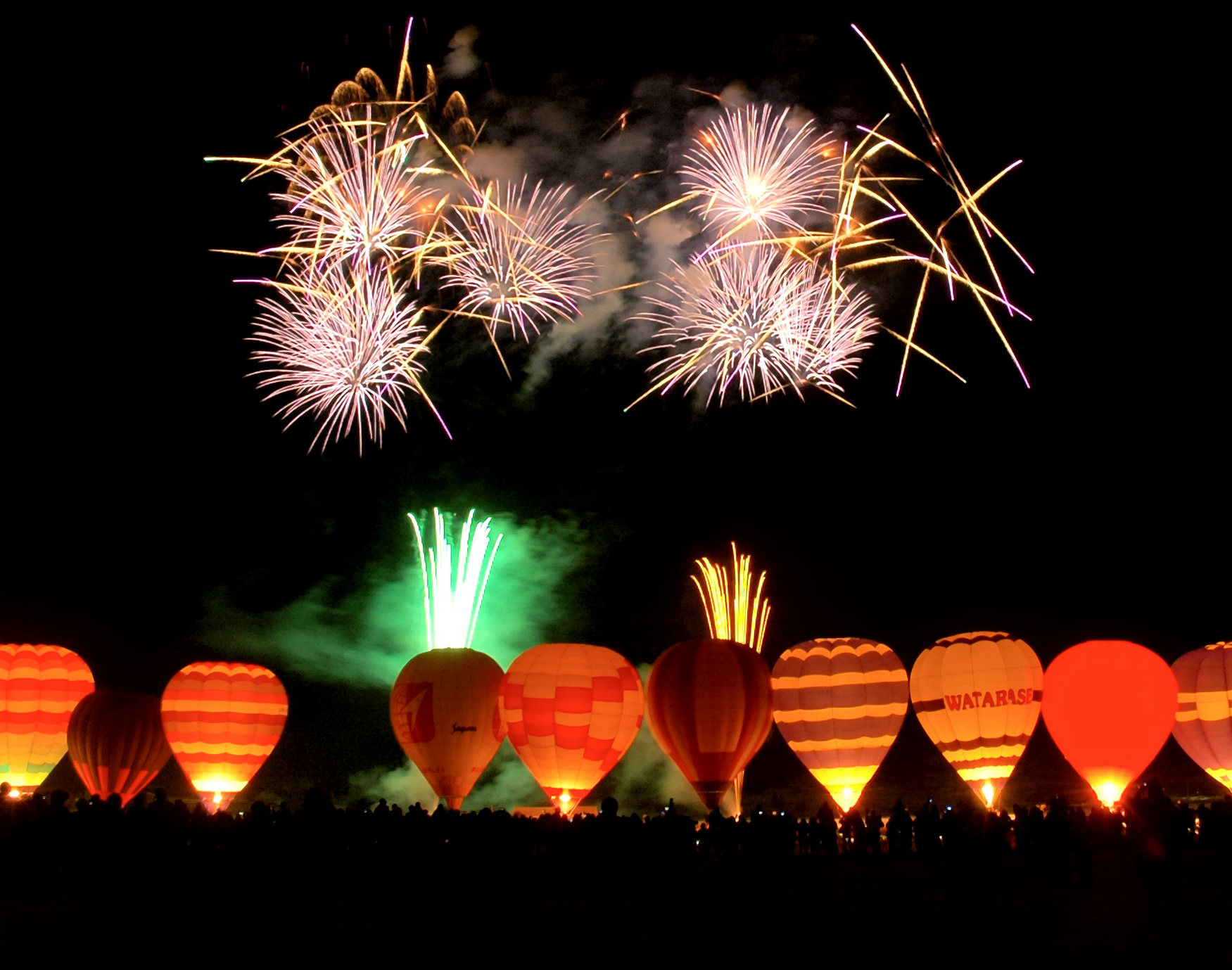
グローバルーンフェスティバル
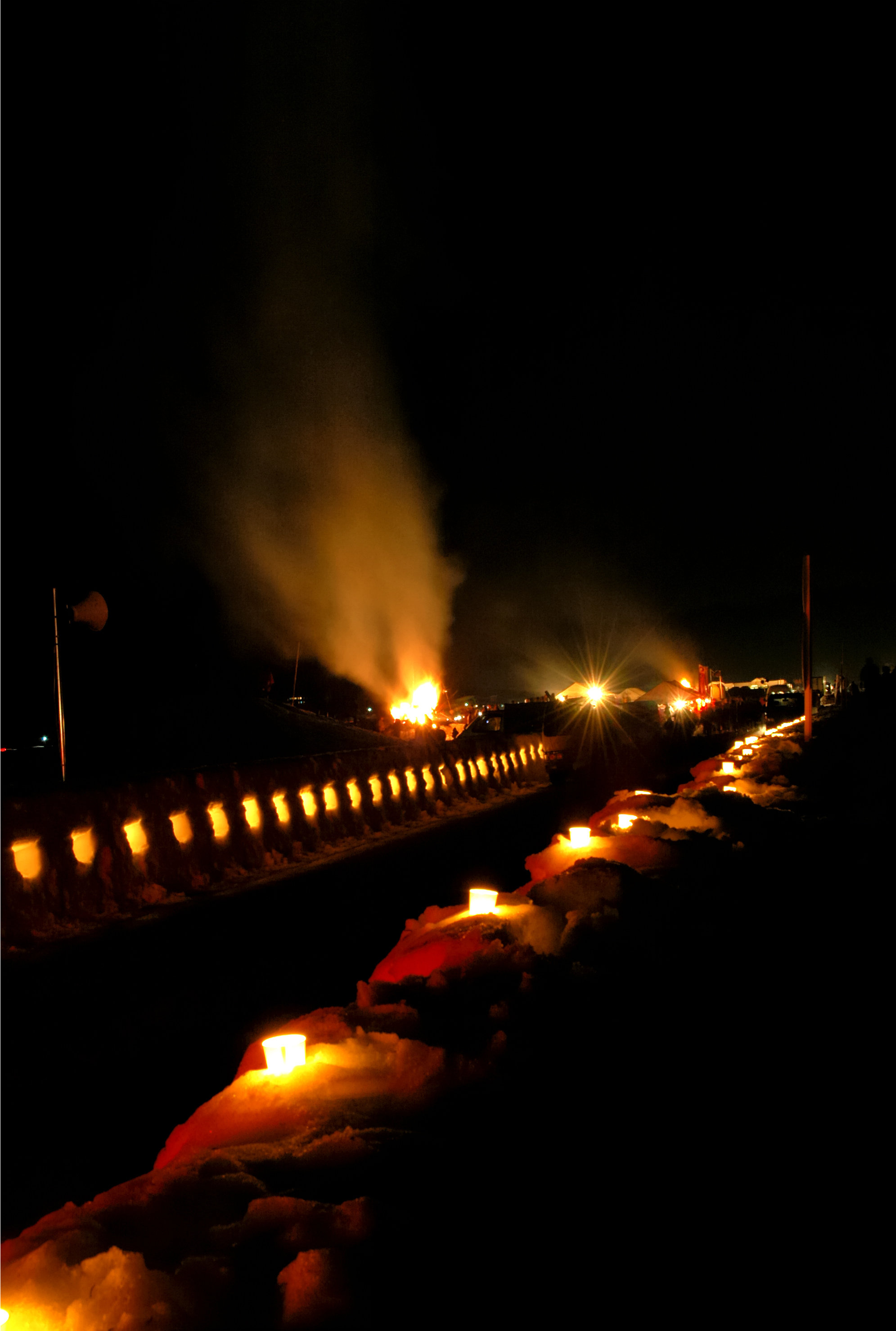
ろうそく照明がある会場への道